# Javno tijelo (Nizozemska)
Javno tijelo (niz. openbare lichaam) je u Nizozemskoj opći naziv za upravne podjele u nizozemskoj državi, kao što je središnja vlada, provincija, općina ili vodni odbor (waterschap ili hoogheemraadschap). Ovo je tijelo politički entitet koje definira Ustav Kraljevine Nizozemske.
Članak 134 Ustava omogućuje definiranje javnih tijela zakonom. Takva tijela mogu biti profesionalno orijentirana, kao Nizozemski red odvjetnika (niz. Nederlandse Orde van Advocaten), ili biti konstituiran za izvoditi funkcije u određenoj regiji. to znači da pojam "javno tijelo" ponekad se rabi za ukazati na posebnu ili neuobičajenu vrstu javnog tijela (bez posebno određenog imena), što također može biti upravna podjela ili određena druga vrsta vladine organizacije.